# Eumenes violaceus
Eumenes violaceus är en stekelart som beskrevs av Giordani Soika. Eumenes violaceus ingår i släktet krukmakargetingar, och familjen Eumenidae. Inga underarter finns listade i Catalogue of Life.